# Schlump (metrostation)
Schlump is een metrostation in het stadsdeel Eimsbüttel/Rotherbaum van de Duitse stad Hamburg. Het station werd geopend op 25 mei 1912 en wordt bediend door de lijnen U2 U3 van de metro van Hamburg.